# Surf de neu als Jocs Olímpics d'hivern de 2010 - Camp a través femení

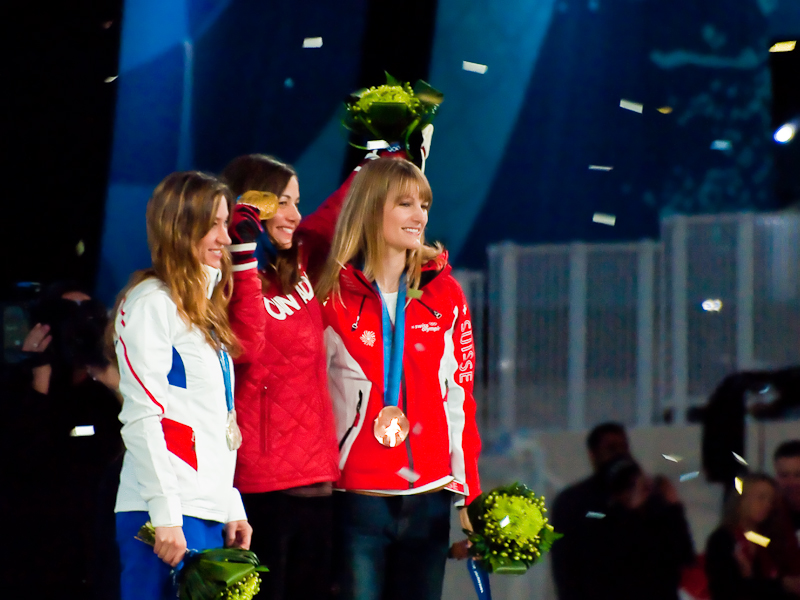
Deborah Anthonioz, Maëlle Ricker i Olivia Nobs (d'esquerra a dreta), podi de la competició esportiva.

Als Jocs Olímpics d'Hivern de 2010 celebrats a la ciutat de Vancouver (Canadà) es disputà una prova de surf de neu en categoria femenina en la modalitat de camp a través que formà part del programa oficial dels Jocs.
La prova es disputà el 16 de febrer de 2010 a les instal·lacions de Cypress Mountain. Hi participaren un total de 24 surfistes de 13 comitès nacionals diferents.

## Resum de medalles
| Or            | Argent            | Bronze      |
| Maëlle Ricker | Déborah Anthonioz | Olivia Nobs |

## Resultats

### Ronda qualificatòria
Es classifiquen els 16 millors temps. Es té en compte el millor temps de les dues mànegues disputades.
| Pos. | Dorsal | Nom                    | CON          | Volta 1 (temps) | Volta 2 (temps) | Millor temps | Notes |
| ---- | ------ | ---------------------- | ------------ | --------------- | --------------- | ------------ | ----- |
| 1    | 27     | Mellie Francon         | Suïssa       | 1:24.43         | 1:24.79         | 1:24.43      | Q     |
| 2    | 22     | Lindsey Jacobellis     | Estats Units | 1:26.13         | 1:25.41         | 1:25.41      | Q     |
| 3    | 20     | Maëlle Ricker          | Canadà       | 1:43.59         | 1:25.45         | 1:25.45      | Q     |
| 4    | 30     | Olivia Nobs            | Suïssa       | 1:28.70         | 1:26.25         | 1:26.25      | Q     |
| 5    | 25     | Helene Olafsen         | Noruega      | 1:40.43         | 1:26.94         | 1:26.94      | Q     |
| 6    | 31     | Nelly Moenne Loccoz    | França       | 1:27.31         | 1:42.92         | 1:27.31      | Q     |
| 7    | 28     | Déborah Anthonioz      | França       | 1:27.61         | 1:27.49         | 1:27.49      | Q     |
| 8    | 19     | Zoe Gillings           | Regne Unit   | 1:27.93         | NF              | 1:27.93      | Q     |
| 9    | 32     | Simona Meiler          | Suïssa       | 1:45.16         | 1:27.94         | 1:27.94      | Q     |
| 10   | 36     | Doresia Krings         | Àustria      | 1:36.55         | 1:28.98         | 1:28.98      | Q     |
| 11   | 17     | Sandra Frei            | Suïssa       | 1:29.46         | 1:43.38         | 1:29.46      | Q     |
| 12   | 23     | Faye Gulini            | Estats Units | 1:30.75         | 1:43.29         | 1:30.75      | Q     |
| 13   | 37     | Claire Chapotot        | França       | NF              | 1:30.89         | 1:30.89      | Q     |
| 14   | 33     | Natsuko Doi            | Japó         | 1:31.23         | NF              | 1:31.23      | Q     |
| 15   | 39     | Julie Wendel Lundholdt | Dinamarca    | 1:31.29         | 1:44.62         | 1:31.29      | Q     |
| 16   | 35     | Maria Ramberger        | Àustria      | 1:43.54         | 1:33.08         | 1:33.08      | Q     |
| 17   | 26     | Raffaella Brutto       | Itàlia       | 1:34.12         | 1:37.94         | 1:34.12      |       |
| 18   | 34     | Stephanie Hickey       | Austràlia    | 1:35.26         | NF              | 1:35.26      |       |
| 19   | 29     | Isabel Clark Ribeiro   | Brasil       | 1:41.10         | 1:51.65         | 1:41.10      |       |
| 20   | 21     | Dominique Maltais      | Canadà       | DSQ             | 1:45.56         | 1:45.56      |       |
| 21   | 40     | Callan Chythlook       | Estats Units | 1:59.04         | NF              | 1:59.04      |       |
| —    | 18     | Aleksandra Zhekova     | Bulgària     | NF              | NS              | -            |       |
| —    | 24     | Yuka Fujimori          | Japó         | NS              | NS              | -            |       |
| —    | 38     | Manuela Riegler        | Àustria      | NS              | NS              | -            |       |

DSQ: desqualificat
NF: no finalitzà
NS: no sortí

### Quarts de final
| Pos. | Dorsal | Nom             | CON        | Notes |
| ---- | ------ | --------------- | ---------- | ----- |
| 1    | 1      | Mellie Francon  | Suïssa     | Q     |
| 2    | 8      | Zoe Gillings    | Regne Unit | Q     |
| 3    | 9      | Simona Meiller  | Suïssa     |       |
| 4    | 16     | Maria Ramberger | Àustria    |       |

| Pos. | Dorsal | Nom                 | CON    | Notes |
| ---- | ------ | ------------------- | ------ | ----- |
| 1    | 3      | Maëlle Ricker       | Canadà | Q     |
| 2    | 6      | Nelly Moenne Loccoz | França | Q     |
| 3    | 14     | Natsuko Doi         | Japó   |       |
| 4    | 11     | Sandra Frei         | Suïssa |       |

| Pos. | Dorsal | Nom             | CON          | Notes |
| ---- | ------ | --------------- | ------------ | ----- |
| 1    | 4      | Olivia Nobs     | Suïssa       | Q     |
| 2    | 5      | Helene Olafsen  | Noruega      | Q     |
| 3    | 12     | Faye Gulini     | Estats Units |       |
| 4    | 13     | Claire Chapotot | França       |       |

| Pos. | Dorsal | Nom                    | CON          | Notes |
| ---- | ------ | ---------------------- | ------------ | ----- |
| 1    | 2      | Lindsey Jacobellis     | Estats Units | Q     |
| 2    | 7      | Déborah Anthonioz      | França       | Q     |
| 3    | 10     | Doresia Krings         | Àustria      |       |
| 4    | 15     | Julie Wendel Lundholdt | Dinamarca    |       |

### Semifinals
| Pos. | Dorsal | Nom            | CON        | Notes |
| ---- | ------ | -------------- | ---------- | ----- |
| 1    | 5      | Helene Olafsen | Noruega    | Q     |
| 2    | 4      | Olivia Nobs    | Suïssa     | Q     |
| 3    | 8      | Zoe Gillings   | Regne Unit |       |
| 4    | 1      | Mellie Francon | Suïssa     |       |

| Pos. | Dorsal | Nom                 | CON          | Notes |
| ---- | ------ | ------------------- | ------------ | ----- |
| 1    | 3      | Maëlle Ricker       | Canadà       | Q     |
| 2    | 7      | Déborah Anthonioz   | França       | Q     |
| 3    | 6      | Nelly Moenne Loccoz | França       |       |
| 4    | 2      | Lindsey Jacobellis  | Estats Units |       |

### Finals
Final B
| Pos. | Dorsal | Nom                  | CON          |
| ---- | ------ | -------------------- | ------------ |
| 5    | 2      | Lindsey Jacobellis   | Estats Units |
| 6    | 6      | Nellie Moenne Loccoz | França       |
| 7    | 1      | Mellie Francon       | Suïssa       |
| 8    | 8      | Zoe Gillings         | Regne Unit   |

Final A
| Pos. | Dorsal | Nom               | CON     |
| ---- | ------ | ----------------- | ------- |
| 1    | 3      | Maëlle Ricker     | Canadà  |
| 2    | 7      | Déborah Anthonioz | França  |
| 3    | 4      | Olivia Nobs       | Suïssa  |
| 4    | 8      | Helene Olafsen    | Noruega |